# Wallace-linjen
Wallace-linjen (eller Wallace's linje) er en dyregeografisk linje, som inddeler meget forskellige faunaer; asiatiske (vest) og australasiatiske (øst). Den blev defineret af Alfred Russel Wallace i hans bog Island Life (1880), som var et resultat af hans tolv år lange ekspedition i området.  Wallace mente at påvise to helt evolutionsmæssige forskellige biosfærer. Vistnok blev den også kommenteret af Pigafetta under Ferdinand Magellans rejse i 1521. Forskellen skyldes antagelig stor geografisk afstand mellem områderne i jordens fortid.
Grænsen går mellem Borneo og Celebes, mellem Bali og Lombok.
Wallaces kollega Thomas Henry Huxley definerede Huxley-linjen i samme området, men den er for fuglelivet.